# Mick Fairclough
Mick Fairclough, all'anagrafe Michael Fairclough (Drogheda, 22 ottobre 1952), è un ex calciatore irlandese.

## Carriera

### Club
Formatosi nel club della sua città natale, fu ceduto nel 1972 all'Huddersfield Town appena retrocesso dalla First Division. Dopo aver disputato otto campionati tra la seconda e la quarta divisione inglese, nel 1980 tornò in Irlanda al Dundalk, divenendo uno dei punti cardine del gioco della squadra (per tre stagioni consecutive risultò essere capocannoniere della squadra) che in quel periodo vinse un titolo nazionale, una Coppa d'Irlanda e una Coppa di Lega. Si ritirò nel 1985, dopo aver disputato una stagione al Drogheda United.

### Nazionale
Fu convocato in occasione di due match amichevoli giocati dall'Irlanda nel 1982, entrando in entrambi i casi a gara già avviata.

## Palmarès
- Campionato irlandese: 1

1981-1982
- FAI Cup: 1

1981
- League of Ireland Cup: 1

1980-1981